# 廈門音新字典
《廈門音新字典》（白話字：Ē-mn̂g-im Sin Jī-tián, 臺羅：Ē-mn̂g-im Sin Jī-tián），原文中文直譯為《通行於晉州、漳州和福爾摩沙各區域的廈門語白話詞典》（英語：A Dictionary of Amoy Vernacular spoken throughout the prefectures of Chin-chiu, Chiang-chiu and Formosa），是1913年出版，由蘇格蘭長老教會宣教士甘為霖編寫的一部涵蓋晉州（泉州）、漳州、台灣口音的辭典，俗稱《甘字典》（Kam Jī-tián）。2009年台灣教會公報社重新修訂後出版，書名改為《甘為霖台語字典》（Kam Ûi-lîm Tâi-gú Jī-tián）。

## 歷史
1913年出版，初版由橫濱（Yokohama）福音印刷株式會社印刷、台南台灣教會公報社發行1000冊。
1923年7月第二版由巴克禮牧師（Rev.Thomas Barclay）監印，在橫濱印刷時遇上1923年9月1日的關東大地動，印好的1,500本全燒毀，不得不改於上海商務印書館重印1千本，1924年8月發行。1933年8月再度發行第四版 3千本。
全書起初共收錄約1萬5千字，首先增補的新字大部分是化學元素，對科學寫作有所幫助。之後字典一直再版，也略有增補，如“kán-siá jī e tiah-iàu”（簡寫字的摘要），有注音附號的“Hàn-jī ê bo̍k-lio̍k ”（漢字的目錄）等。 此書是台灣當今最通行的白話字辭典之一，至1997年為止已翻印19版。
電腦打字排版《甘為霖台語字典》（Kam Ûi-lîm Tâi-gú Jī-tián）於 2009年3月出版。

## 作者與成書背景
甘為霖牧師（William Campbell, 1841~1920）出身於蘇格蘭格拉斯哥。30歲來到台灣，以台南為基地開始宣教，前後46年（1871至1917年），足跡由南部的埤頭（鳳山）到北部的淡水，東到噶瑪蘭，甚至到過外島的澎湖。通曉英語、台灣話、日文和荷蘭文。
甘牧師於字典頭序講：「我40多年前到台灣時，無此種字典，亦攏不知先生（老師）在哪；所以我緊來出力，大盼望此字典會幫助許多人識字，才較會曉盡本分。」協助甘牧師做編修工作的，有屬台南教會的學生林錦生負責讀音基礎之部份，彙集同音不同形之漢字；以及陳大鑼接續協助字典解義、整編和校正，使字典於1913年順利出版。
字典起初收約15,000字，漢字主要是由《康熙字典》及《彙集雅俗通十五音》選出；此外又參考西洋人所編之漢字字典及著作，如馬禮遜的《華英字典》（1824年）、麥都思的《福建方言字典》（1837年）、衛三畏的《英華分韻撮要》（1856年）、翟理斯的《華英字典》（1892年）、打馬字的《廈門音字典》（1894年）、偕叡理的《中西字典》（1893年）、Couvreur神父、麥嘉湖（MacGowan）的《英廈辭典》（1883年）等。
音系是採取晉州（泉州）、漳州、台灣所通行的地方腔。有參考漳州音「十五音」（「十五音」收錄民間通用之俗韻，於閩南地區和南部台灣普遍通用），引用其所列的本字和訓用字。於台南編修，因助手林錦生、陳大鑼，就較偏重台南附近腔調。

## 內容編排
有音無本字，就用訓用字；若是找無適合的漢字，就在音的後面劃橫線“─”來表示無漢字。一字若有好幾個音，那字就會在好幾處出現，像「目」（目睭，目錄）字出現於“bak”和  “bok”；「歌」（鶯歌，唱歌）字出現於 “ ko”和 “koa”。
編排上，以單音字編成，按字音由 A 字起排列；同當時白話字聖經一樣，用“ch”（齦顎音）和  “ts” （齒齦音）來分別2種口音（現行白話字均寫為 ch）；“ch”於“e, i ”字前，“ts”於“a, ng, o, o, u”前（如“十”就用 tsap8 ， “主”用 tsu2）。
每字原則上占一行，簡單寫出注解以及用法，足夠讓人識字，能做適當之應用。字典部分以外有附錄，如普通地名和人名、聖經地名和人名、字姓、六十甲子和季節、字部等等的表。
並將字目的文讀、白讀或其他音讀都納到音系之中。對於某白讀或有其他音讀的讀音，則以小寫先列出白讀音（或其他音讀）、再以大寫附註其相對之漢字與文讀音；對於某文讀或無文白之分的讀音，則僅以大寫列出其漢字與文讀音。

## 外部連結
- 史話032 廈門音新字典 （页面存档备份，存于）
- 史話055 林錦生與甘字典 （页面存档备份，存于）
- 廈門音新字典－台語文記憶 （页面存档备份，存于）
- 台語與佛典：甘為霖牧師的《廈門音新字典》 （页面存档备份，存于）
- 廈門音新字典電子檔下載 (Archive.org)
- 甘字典查詢 （页面存档备份，存于）（線上查詢版）